# Cesare Francesco Ricotti-Magnani
Cesare Francesco Ricotti Magnani (Borgolavezzaro, 30 gennaio 1822 – Novara, 4 agosto 1917) è stato un generale e politico italiano.
Fu senatore del Regno d'Italia dalla XVII legislatura.

## Biografia

### Origini e formazione
Dopo aver compiuto gli studi militari presso l'Accademia militare di Torino, ne uscì col grado di sottotenente d'artiglieria nel 1840 e venne immesso nell'esercito. Nel 1848 venne promosso tenente ed ottenne il comando di una compagnia di pontieri, combattendo poi nell'assedio di Peschiera durante la battaglia di Goito ove venne ferito e promosso Capitano per meriti di guerra. Nell'aprile del 1852, durante l'esplosione della polveriera nell'allora comune di Borgo Dora presso Torino, coi suoi soldati venne incaricato di soccorrere i feriti e venne decorato di Medaglia d'Argento al Valor Militare.
Successivamente prese parte alla Guerra di Crimea al comando di una batteria e si distinse nella battaglia della Cernaia dopo la quale venne promosso Maggiore. Rientrato in patria, durante la Seconda guerra d'indipendenza italiana, venne promosso Tenente Colonnello e prese parte con distinzione alla Battaglia di San Martino, fatto che gli fruttò le onorificenze di commendatore dell'Ordine militare di Savoia e di cavaliere della Legion d'Onore francese. Dopo la conclusione della battaglia, venne impiegato a Novara nella direzione della Scuola militare per volontari. Maggiore Generale nell'ottobre del 1860, l'anno successivo divenne direttore generale delle armi speciali per conto del ministero della guerra italiano. Promosso Tenente Generale nel 1864, prese parte alla Terza guerra d'indipendenza italiana come comandante della 12ª divisione che però non venne coinvolta in alcuno scontro.

### La carriera politica
Nel 1863 fu tra i soci fondatori del CAI.
Divenuto nel frattempo parlamentare durante l'XI legislatura, nel 1874, fu per vent'anni a questa carica e per tre volte al Consiglio della Corona. Ministro della guerra durante l'Assedio di Roma del 1870, emanò in questo periodo leggi fondamentali sul reclutamento e sul servizio militare obbligatorio al fine di ristabilire l'ordine dopo il trasferimento della capitale nella città eterna. Egli fu ministro della Guerra del Regno d'Italia nei Governi Lanza, Minghetti II, Depretis VI, Depretis VII e di Rudinì II.
Particolarmente importante fu la sua prima nomina a ministro. Durante il governo Lanza, il ministro della guerra generale Govone era particolarmente inviso ai vertici militari per aver accettato i tagli decisi dal ministro delle finanze Sella. I generali rimproveravano soprattutto che non si era riusciti ad utilizzare l'occasione della Guerra franco-prussiana per liberare Roma. il 7 settembre il generale Govone fu costretto alle dimissioni e il nuovo ministro approvò i piani che il 20 settembre portarono alla presa di Roma.

### La riforma delRegio Esercito
Come ministro nel 1873 fece approvare un nuovo ordinamento del Regio Esercito, chiamato appunto ordinamento Ricotti. L'esercito venne riorganizzato in 10 corpi d'armata territoriali, e la durata del servizio di leva in Italia venne ridotta da cinque a tre anni. Nel piano il Ricotti introdusse anche la costituzione di un esercito di seconda linea, e l'istituzione di 15 compagnie alpine di cui divenne anche comandante generale.

### Gli ultimi anni e la morte
Nel 1890 venne nominato senatore. Ministro della Guerra nel 1896 nel II governo di Rudinì, ministero spesso coinvolto nei tagli di risorse per l'esercito.

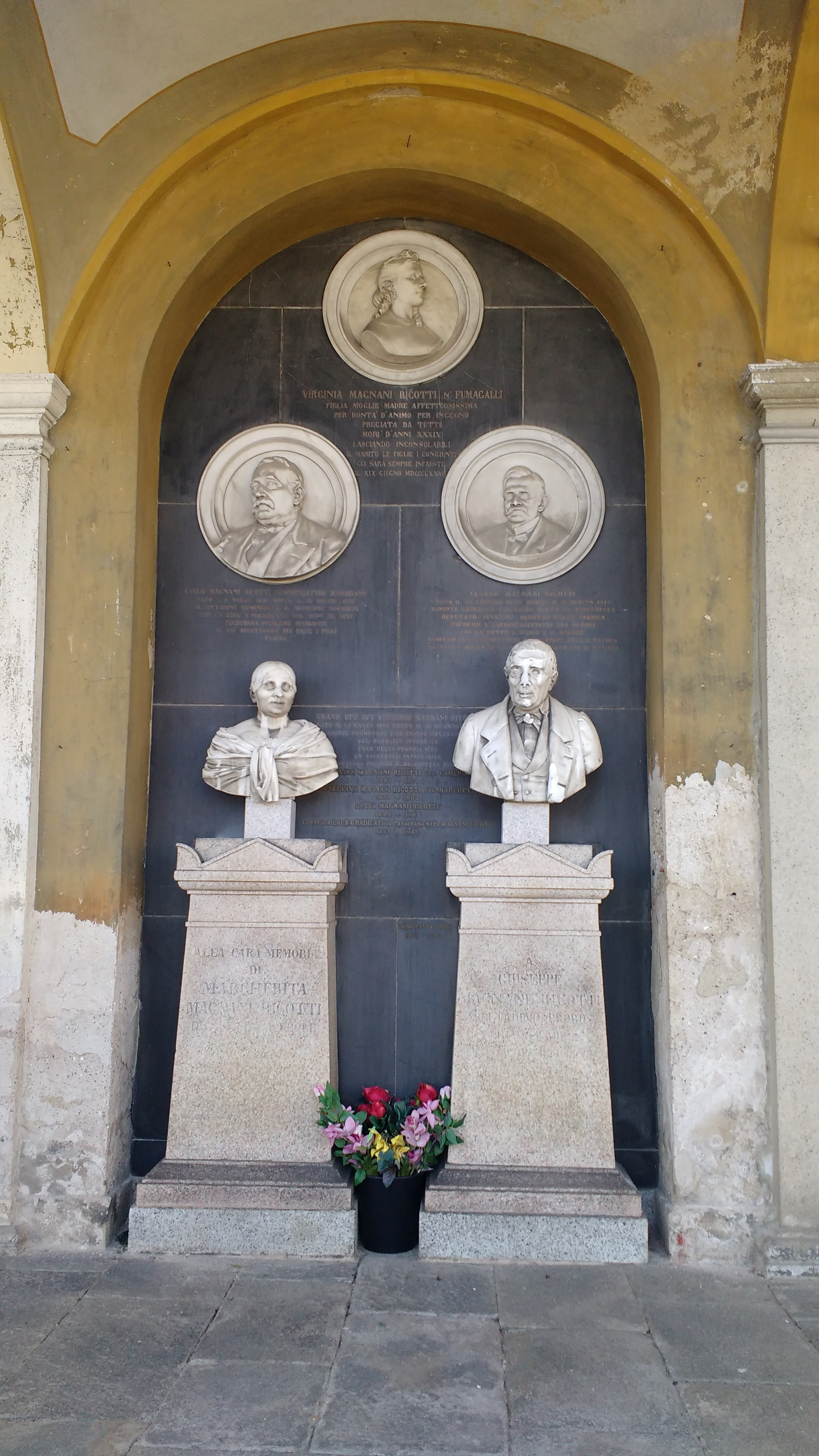
Tomba della famiglia Magnani Ricotti presso il Cimitero di Novara